# Pont-du-Casse
Pont-du-Casse è un comune francese di 4 460 abitanti situato nel dipartimento del Lot e Garonna nella regione della Nuova Aquitania.

## Storia

### Simboli
Lo stemma è stato adottato il 29 giugno 1993.
È utilizzato anche uno stemma d'argento, alla quercia al naturale; al capo di rosso, caricato di un ponte isolato di un arco, d'oro, mattonato di nero.

## Amministrazione

### Gemellaggi
- Talla, dal 1982

## Società

### Evoluzione demografica
Abitanti censiti